# Сапожнята
Сапожнята — деревня в Слободском районе Кировской области в составе Бобинского сельского поселения.

## География
Находится на расстоянии примерно 16 км на северо-восток от центра города Киров.

## История
Известна с 1670 года как пустошь Бармина с 4 дворами. В 1764 году учтено 88 жителей, деревня принадлежала Вятскому архиерею. В 1873 году здесь (пустошь Барминская или Лутошкинская) учтено дворов 28 и жителей 187, в 1905 — 18 и 165, в 1926 — 21 и 81, в 1950 — 50 и 131. В 1989 году проживало 84 человека. Нынешнее название окончательно установилось с 1939 года. В середине XIX века крестьянин И. И. Сапожников открыл спичечную фабрику, в 1915 г. А. И. Сапожников построил вторую фабрику, самую крупную в губернии. В 1918 году спичечная фабрика Сапожниковых была национализирована, получила название ≪Красная звезда≫, в 1920-х гг. производство было законсервировано. В 1930-х гг. на базе спичфабрики было открыто производство музыкальных инструментов. В 1941—1943 годах здесь был размещён военный завод по производству гранат, в 1943—1953 годах находилась детская трудовая колония строгого режима. В
1953году открыт сельхозтехникум, в 1973 г. — СПТУ-13 по подготовке шофёров, трактористов, электриков.

## Население
Постоянное население составляло 106 человек (русские 93 %) в 2002 году, 107 — в 2010.